# Santiago Mallo
Santiago Mallo (Río Tercero, Provincia de Córdoba, 11 de enero de 1996) es un piloto argentino de automovilismo de velocidad. Inició su carrera deportiva en el año 2014, debutando en la Fórmula Renault Argentina, categoría en la que compitió hasta la temporada 2015. A fines de ese mismo 2015, dio el salto a categorías de turismo, al debutar en el TC 2000, compitiendo al comando de un Renault Fluence del equipo de Lucas Vitelli. 
En 2016 continuó compitiendo dentro del TC 2000, incorporándose al RAM Racing Factory, equipo que fuera presentado a partir de esa temporada bajo la denominación Escudería Fela y donde Mallo piloteó un Ford Focus III.  Con esta escudería compitió en los años siguientes dentro del TC 2000, logrando cuatro triunfos y teniendo en 2018 su debut dentro del Súper TC 2000, al comando de un Honda All New Civic.
En 2019 inició su incursión dentro de la Clase 3 del Turismo Nacional, participando al comando de un Citroën C4 Lounge del equipo de Luis Belloso. A fines de 2021 se reincorporó a la misma, inicialmente para reemplazar a su hermano Manuel y luego como piloto titular, al comando de un Chevrolet Cruze II del equipo de Nicolás Kern. Desde 2022 compite junto a su hermano mayor Manuel y bajo la dirección de su padre Marcelo, llevando adelante su propio equipo familiar, el M3 Sport Race. En 2024 cerró su mejor producción dentro de esta categoría, al alzarse con sus primeros tres triunfos y cerrar la temporada como uno de los más ganadores del campeonato.  

## Trayectoria
| Año     | Categoría                     | Equipo(s)             | Automóvil(es)       | Carreras | Victorias | Podios | Pole   | VR     | Puntos | Pos.   |
| ------- | ----------------------------- | --------------------- | ------------------- | -------- | --------- | ------ | ------ | ------ | ------ | ------ |
| 2014    | Fórmula Renault 2.0 Argentina | Werner Basalto        | Tito 02-Renault     | 20       | 0         | 0      | 0      | 0      | 20     | 16.º   |
| 2014    | Fórmula Renault Plus          | D'Bonis Competición   | Crespi 25-Renault   | 1        | 0         | 0      | 0      | 0      | 5      | 43.º   |
| 2015    | Fórmula Renault 2.0 Argentina | Werner Basalto        | Tito 02-Renault     | 16       | 0         | 0      | 0      | 0      | 20     | 17.º   |
| 2015    | Fórmula Renault Plus          | Aimar Motorsport      | Crespi 25-Renault   | 1        | 0         | 0      | 0      | 0      | 14     | 31.º   |
| 2015    | TC 2000                       | Vitelli Competición   | Renault Fluence     | 10       | 0         | 0      | 0      | 0      | 0      | 32.º   |
| 2016    | TC 2000                       | Escudería Fela by RAM | Ford Focus III      | 22       | 1         | 4      | 0      | 1      | 113    | 13.º   |
| 2017    | TC 2000                       | Escudería Fela by RAM | Ford Focus III      | 14       | 1         | 3      | 1      | 1      | 219    | 6.º    |
| 2018    | TC 2000                       | Escudería Fela by RAM | Ford Focus III      | 15       | 1         | 4      | 0      | 2      | 294    | 5.º    |
| 2018    | Súper TC 2000                 | RAM Racing Factory    | Honda All New Civic | 2        | 0         | 0      | 0      | 0      | 4      | 25.º   |
| 2019    | Clase 3 del Turismo Nacional  | Belloso Competición   | Citroën C4 Lounge   | 3        | 0         | 0      | 0      | 0      | 2      | 47.º   |
| 2020    | Clase 3 del Turismo Nacional  | Belloso Competición   | Citroën C4 Lounge   | 7        | 0         | 0      | 0      | 0      | 99     | 10.º   |
| 2021    | Clase 3 del Turismo Nacional  | Nico Kern Racing Car  | Chevrolet Cruze II  | 2        | 0         | 0      | 0      | 0      | 0      | Inv.   |
| 2022    | Clase 3 del Turismo Nacional  | Nico Kern Racing Car  | Chevrolet Cruze II  | 1        | 0         | 0      | 0      | 0      | 66     | 28.º   |
| 2022    | Clase 3 del Turismo Nacional  | M3 Sport Race         | Chevrolet Cruze II  | 10       | 0         | 0      | 0      | 0      | 66     | 28.º   |
| 2023    | Clase 3 del Turismo Nacional  | M3 Sport Race         | Chevrolet Cruze II  | 9        | 0         | 0      | 1      | 0      | 82     | 20.º   |
| 2024    | Clase 3 del Turismo Nacional  | M3 Sport Race         | Chevrolet Cruze II  | 10       | 3         | 3      | 2      | 3      | 189    | 11.º   |
| Fuente: | [ 13 ]                        | [ 13 ]                | [ 13 ]              | [ 13 ]   | [ 13 ]    | [ 13 ] | [ 13 ] | [ 13 ] | [ 13 ] | [ 13 ] |

## Resultados

### TC 2000
| Año  | Equipo                | Auto            | AG  | AG  | CON | CON | BA1 | BA1 | MER | JUN | JUN | LP1 | LP1 | 9DJ | RAF | RAF | LP2 | LP2 | SL2 | SL2 | RC  | RC  | CDU | CDU |     | Puntos | Pos. |
| ---- | --------------------- | --------------- | --- | --- | --- | --- | --- | --- | --- | --- | --- | --- | --- | --- | --- | --- | --- | --- | --- | --- | --- | --- | --- | --- | --- | ------ | ---- |
| Año  | Equipo                | Auto            | C1  | C2  | C1  | C2  | C1  | C2  | F   | C1  | C2  | C1  | C2  | F   | C1  | C2  | C1  | C2  | C1  | C2  | C1  | C2  | C1  | C2  |     | Puntos | Pos. |
| 2015 | Vitelli Competición   | Renault Fluence |     |     |     |     |     |     |     |     |     |     |     |     | Ex. | 17  | 18  | 22  | 22  | Ret | 18  | 21  | 16  | Ret | 0   | 32.º   |      |
|      |                       |                 |     |     |     |     |     |     |     |     |     |     |     |     |     |     |     |     |     |     |     |     |     |     |     |        |      |
|      |                       |                 | SM  | SM  | CON | CON | BA1 | BA1 | SJ  | SJ  | LP  | LP  | CDU | CDU | BA2 | BA2 | CO2 | CO2 | RAF | RAF | AG  | RC  | RC  | PAR | PAR | Puntos | Pos. |
| Sp.  | Fi.                   | Sp.             | Fi. | Sp. | Fi. | Sp. | Fi. | Sp. | Fi. | Sp. | Fi. | Sp. | Fi. | Sp. | Fi. | Sp. | Fi. | Fi. | Sp. | Fi. | Sp. | Fi. |     |     |     | Puntos | Pos. |
| 2016 | Escudería Fela by RAM | Ford Focus III  | Ret | Ret | Ret | 19  | Ex. | Ret | 2   | 14  | 19  | 18  | Ret | 19  | 2   | Ret | 6   | 2   | 13  | 6   | 9   | 1   | Ret | Ret | Ex. | 113    | 13.º |
|      |                       |                 |     |     |     |     |     |     |     |     |     |     |     |     |     |     |     |     |     |     |     |     |     |     |     |        |      |
|      |                       |                 | AG1 | AG1 | BA1 | BA1 | CDU | CDU | PA1 | PA1 | RC  | RC  | BA2 | SL  | SL  | PA2 | PA2 | AG2 | SM  | CON | CON | BA3 |     |     |     | Puntos | Pos. |
| Sp.  | Fi.                   | Sp.             | Fi. | Sp. | Fi. | Sp. | Fi. | Sp. | Fi. | Fi. | Sp. | Fi. | Sp. | Fi. | Fi. | Fi. | Sp. | Fi. | Fi. |     |     |     |     |     |     | Puntos | Pos. |
| 2017 | Escudería Fela by RAM | Ford Focus III  | Ret | 8   | 15  | 16  | 2   | 7   | 4   | 3   | 16  | 13  | 8   | 15  | 2   | Ret | 14  | Ret | 3   | 2   | 1   | 12  | 221 | 6.º |     |        |      |
|      |                       |                 |     |     |     |     |     |     |     |     |     |     |     |     |     |     |     |     |     |     |     |     |     |     |     |        |      |
|      |                       |                 | AG1 | AG1 | CDU | CDU | CON | CON | RC  | RC  | BA1 | LP  | LP  | SL1 | SL1 | AG2 | SM  | SM  | SL2 | SL2 | ROS | ROS | PAR | PAR |     | Puntos | Pos. |
| Sp.  | Fi.                   | Sp.             | Fi. | Sp. | Fi. | Sp. | Fi. | Fi. | Sp. | Fi. | Sp. | Fi. | Fi. | Sp. | Fi. | Sp. | Fi. | Sp. | Fi. | Sp. | Fi. |     |     |     |     | Puntos | Pos. |
| 2018 | Escudería Fela by RAM | Ford Focus III  | 19  | 10  | 4   | 3   | 1   | 13  | Ret | 4   | 12  | 8   | Ret | Ret | 14  | 1   | Ret | 5   | 3   | 4   | 10  | 12  | Ret | 2   | 294 | 5.º    |      |

### Súper TC 2000
| Año  | Equipo             | Auto                | BA1 | ROS | ROS | SM  | PDF | RAF | SJu | OBE | SF | SF | TRH | SNA | BA2 | AG  | Puntos | Pos. |
| Año  | Equipo             | Auto                | Fi. | F1  | F2  | Fi. | Fi. | Fi. | Fi. | Fi. | CN | CD | Fi. | Fi. | Fi. | Fi. | Puntos | Pos. |
| ---- | ------------------ | ------------------- | --- | --- | --- | --- | --- | --- | --- | --- | -- | -- | --- | --- | --- | --- | ------ | ---- |
| 2018 | RAM Racing Factory | Honda All New Civic |     |     |     |     |     |     |     |     |    |    |     |     | 12  | 11  | 0      | NC   |